# عبد الكريم الخليل
عبد الكريم قاسم الخليل (1884 – 21 أغسطس 1915)، كان من الداعين والعاملين لانفصال البلاد العربية عن الدولة العثمانية، مات معدوما على يد جمال باشا.

## ولادته ونشأته وعمله
ولد في برج البراجنة عام 1884 ميلادي، وأصل عائلته من جبل عامل. درس الحقوق في الأستانه ونال إجازة فيها، واحترف مهنة المحاماة.

## نشاطه الأدبي والسياسي
انتخب رئيساً للمنتدى الأدبي العربي في الأستانة.
```
عاد إلى سورية في أوائل الحرب العالمية الأولى، ودعا لفكرة انفصال 
العرب
 عن 
الأتراك
، وانضم عام 
1914
 في 
دمشق
 عضوًا ناشطًا برفقة الفلسطيني 
سليم الحاج إبراهيم
 في الجمعيات العربية السرية المُناهضة لحكم الدولة العثمانية أبرزها 
جمعية العربية الفتاة
.
[
3
]
```

شارك في تأسيس فرع للثورة العربية في بلاد الشام بالتنسيق مع الشريف حسين، وكان قد اتصل بأعيان جبل عامل كالسيد محمد إبراهيم والشيخ أحمد رضا والشيخ راشد عسيران، للتنسيق معهم بهذا الشأن، وقد ألّف جمعية شبه سرية لهذا الغرض.

## إعدامه
وفق مخطوطات المؤرخ اللبناني عجاج نويهض فقد بدأ عضوي الجمعية العربية الفتاة عبد الكريم الخليل والفلسطيني سليم الحاج إبراهيم عام 1915 في التخطيط لإشعال ثورة في دمشق وتوابعها ضد العثمانيين، واختار الخليل سليم ليكون أحد قادة الثورة، على أن تبدأ الثورة بالاستيلاء على المقار الحكومية والعسكرية العثمانية في دمشق ويناصرها تشكيلاتٌ ثورية في الساحل السوري، لكن جمال باشا اعتقل الخليل قبل حدوث الثورة وأعدمه في 21 أغسطس 1915 في ساحة الشهداء وسط بيروت.